# شرا نلسون
شرا نلسون (انگلیسی: Shara Nelson؛ زادهٔ ۱۹۶۵ (۵۹–۶۰ سال)) یک موسیقی‌دان اهل بریتانیا است. وی از سال ۱۹۸۳ میلادی تاکنون مشغول فعالیت بوده‌است.